# José Argote

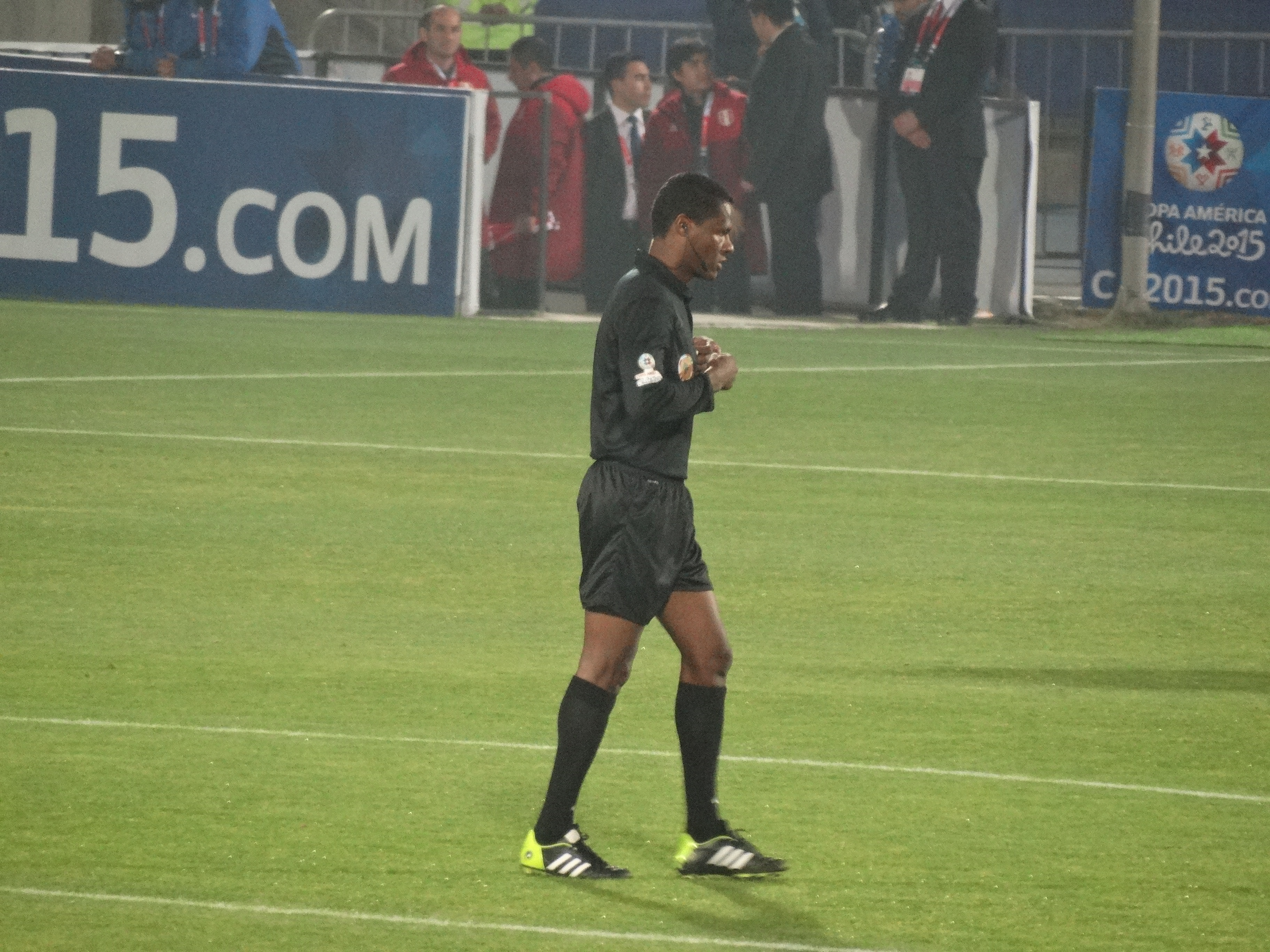
José Argote (2015)

José Ramón Argote Vega (* 17. Oktober 1980 in San Juan del Cesar, La Guajira, Kolumbien) ist ein venezolanischer Fußballschiedsrichter.
Argote wurde in Kolumbien geboren und kam später nach Venezuela, wo er als Tierarzt an der Universität Zulia graduierte und als Schiedsrichter begann. Er leitet mindestens seit der Saison 2010/11 Spiele in der venezolanischen Primera División. Bislang hatte er bereits über 230 Einsätze.
Seit 2008 steht er auf der Liste der FIFA-Schiedsrichter und leitet internationale Fußballspiele. Seit 2013 leitet er Spiele in der Copa Sudamericana, seit 2014 in der Copa Libertadores.
Bei der Copa América 2015 in Chile leitete Argote zwei Gruppenspiele und das Halbfinale zwischen Chile und Peru (2:1). Bei der Copa América Centenario 2016 in den Vereinigten Staaten leitete Argote ein Spiel in der Gruppenphase.
Zudem war er bei der U-20-Weltmeisterschaft 2017 in Südkorea (als Videoschiedsrichter) und bei der U-17-Weltmeisterschaft 2017 in Indien im Einsatz.